# Asnois (Vienne)
Asnois é uma comuna francesa na região administrativa da Nova Aquitânia, no departamento de Vienne. Estende-se por uma área de 16,26 km². Em 2010 a comuna tinha 171 habitantes (densidade: 10,5 hab./km²).